# Рассказово (Новосибирская область)
Расска́зово — село в Карасукском районе Новосибирской области. Входит в состав Троицкого сельсовета.

## География
Площадь села — 83 гектара.

## История
Основано в 1825 году. В 1928 году деревня Рассказова состояла из 142 хозяйств, основное население — украинцы. В административном отношении являлась центром Рассказовского сельсовета Черно-Курьинского района Славгородского округа Сибирского края.

## Население
| 2002 | 2007 | 2010 |
| ---- | ---- | ---- |
| 293  | ↘290 | ↗302 |

## Инфраструктура
В селе по данным на 2007 год функционируют 1 учреждение здравоохранения, 1 образовательное учреждение.